# Changdeokgung
Changdeokgung (Changdeokpaleis) is een paleizencomplex gelegen in een groot park in het district Jongno-gu, Seoel, Zuid-Korea. Het paleiscomplex werd in 1405 gebouwd door de eerste koning van de Joseondynastie ten oosten van het paleis Gyeongbokgung, dat meer diende voor officiële en ceremoniële functies. Het is een van de "Vijf Grote Paleizen" die tijdens de Joseondynastie werden gebouwd. Vanwege zijn oostelijke ligging ten opzichte van Gyeongbokgung wordt het ook wel het Oostpaleis genoemd. Vrij vertaald is de letterlijke betekenis van de naam: "Paleis der Juiste Waarden".

## Geschiedenis
Tijdens de Japanse invasies in 1592 werd het paleis door Japanse troepen afgebrand en daarna tot 1609 weer opgebouwd. Het was meer dan 300 jaar het woonpaleis van de Koreaanse koningen.

## Bezienswaardigheden
Bezienswaardigheden zijn de toegangspoort, een granieten brug en het gebouw Injeongjeon, dat diende voor officiële staatsfuncties. Dan is er nog de Seonjeongjeon, een gebouw dat diende voor de kabinetsfunctie van de koning met zijn ministers, en het Daejojeon, waar de koning met zijn familie woonde.
Het paleis past goed in zijn omgeving. Veel van de bomen achter het paleis zijn meer dan 300 jaar oud. Het paleis wordt beschouwd als het meest Koreaans van alle paleizen in Korea.
Vergelijkbare paleiscomplexen bevinden zich in Peking (China) en in Nara (Japan), maar deze zijn niet op vergelijkbare wijze aan de omgeving aangepast.

## Werelderfgoed
Het paleiscomplex is een van de werelderfgoederen op de Werelderfgoedlijst van de UNESCO in Zuid-Korea. Het is een cultuurerfgoed, in 1997 op deze lijst opgenomen.
De redenen voor opname op de Werelderfgoedlijst waren:
- Het paleiscomplex is een uitzonderlijk voorbeeld van de architectuur van paleizen uit het Verre Oosten en van het ontwerp van de bij het paleis behorende tuinen.
- De gebouwen zijn op bijzondere wijze geïntegreerd in en geharmoniseerd met de natuurlijke omgeving, aangepast aan de topografie.

## Fotogalerij

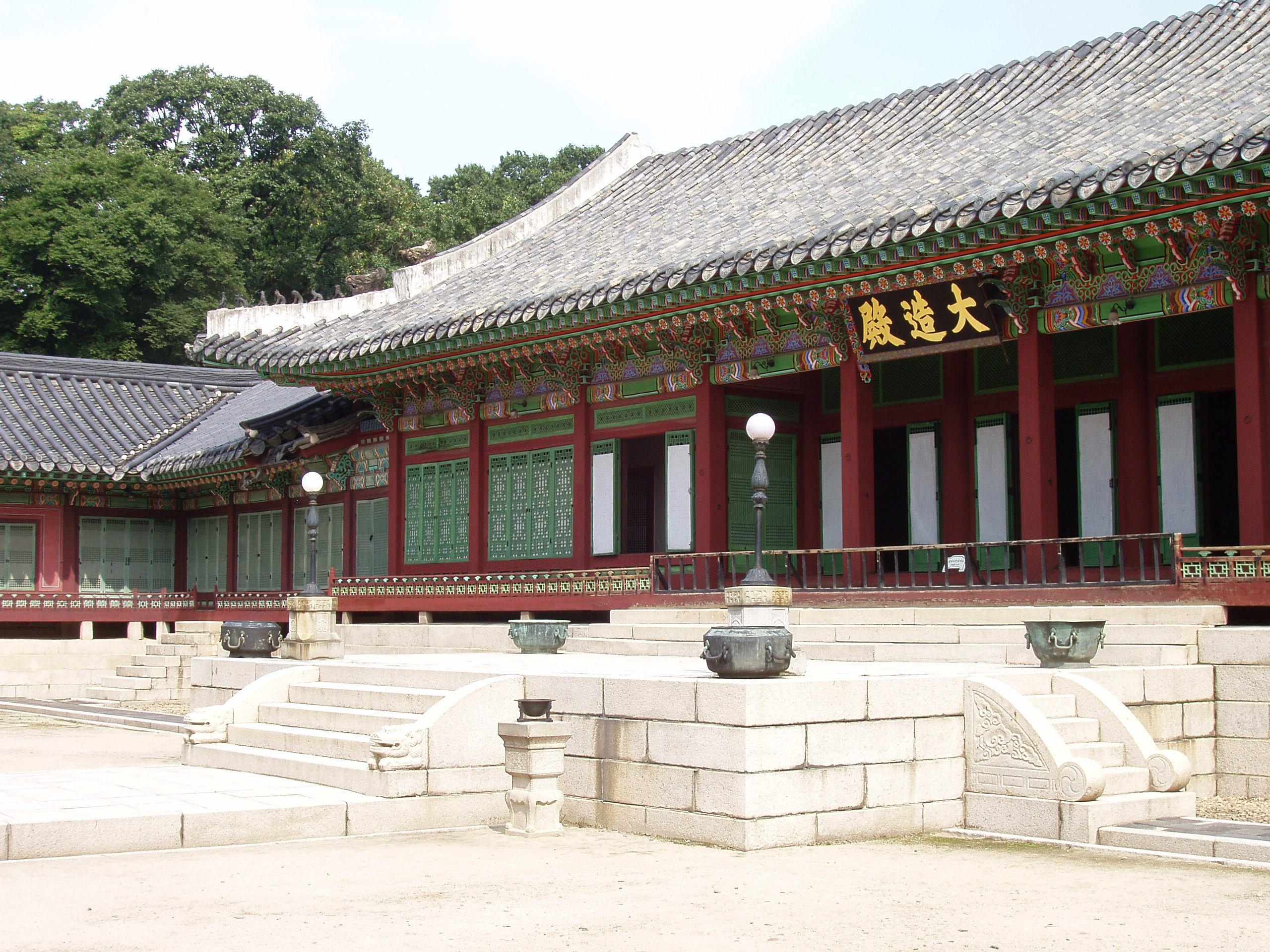
Daejojeon
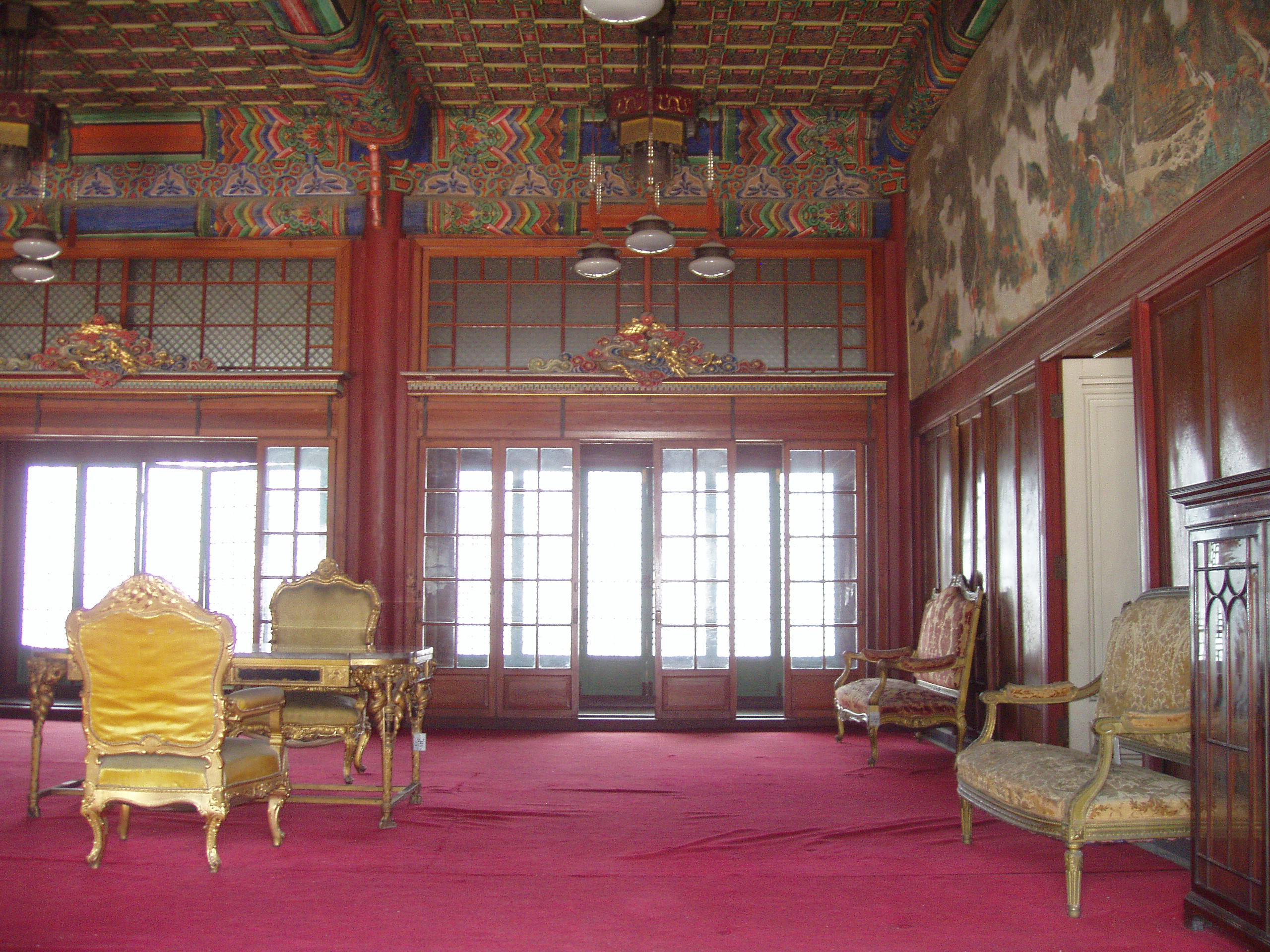
Huijeongdang
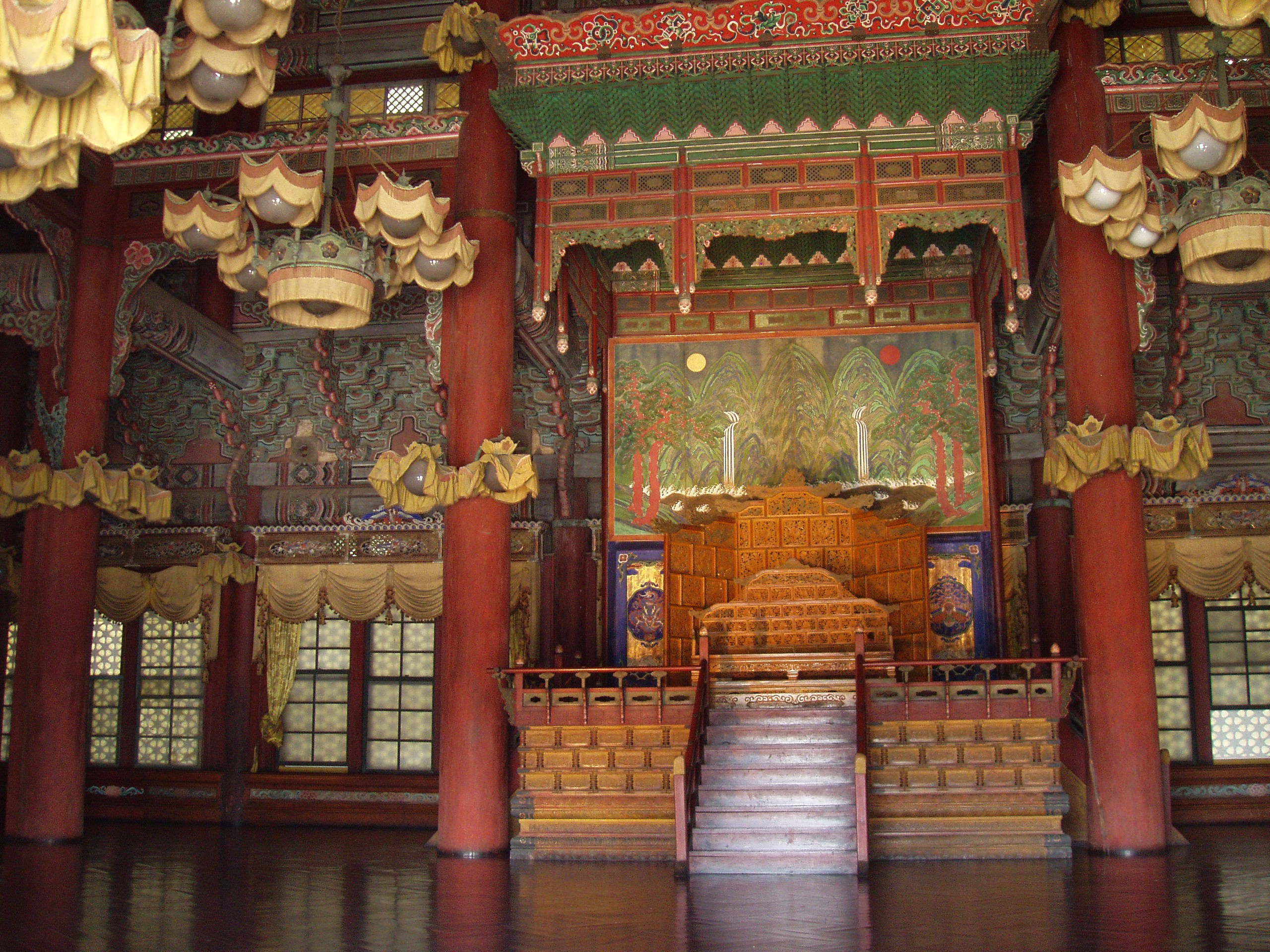
Injeongjeon
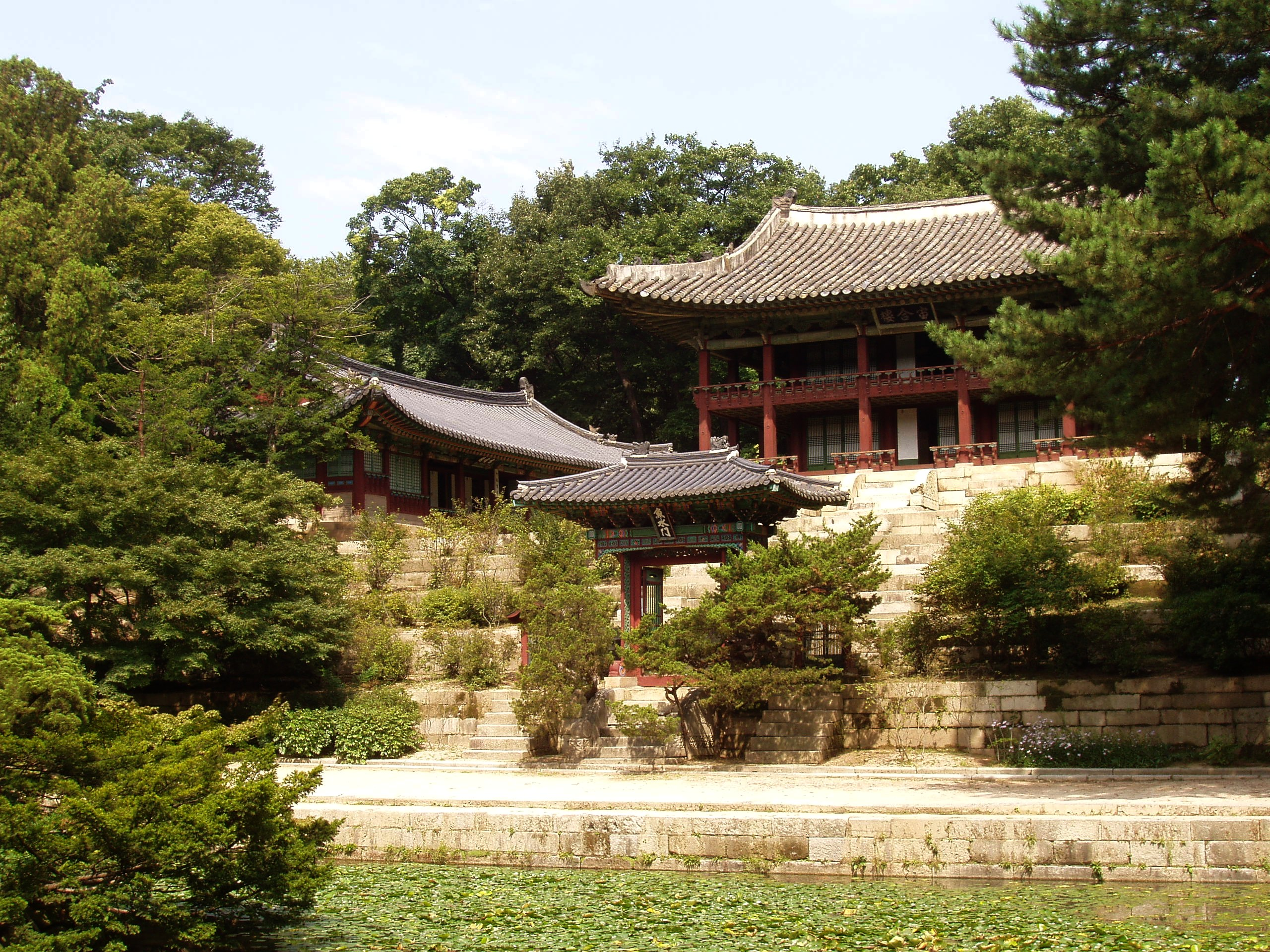
Juhamnu
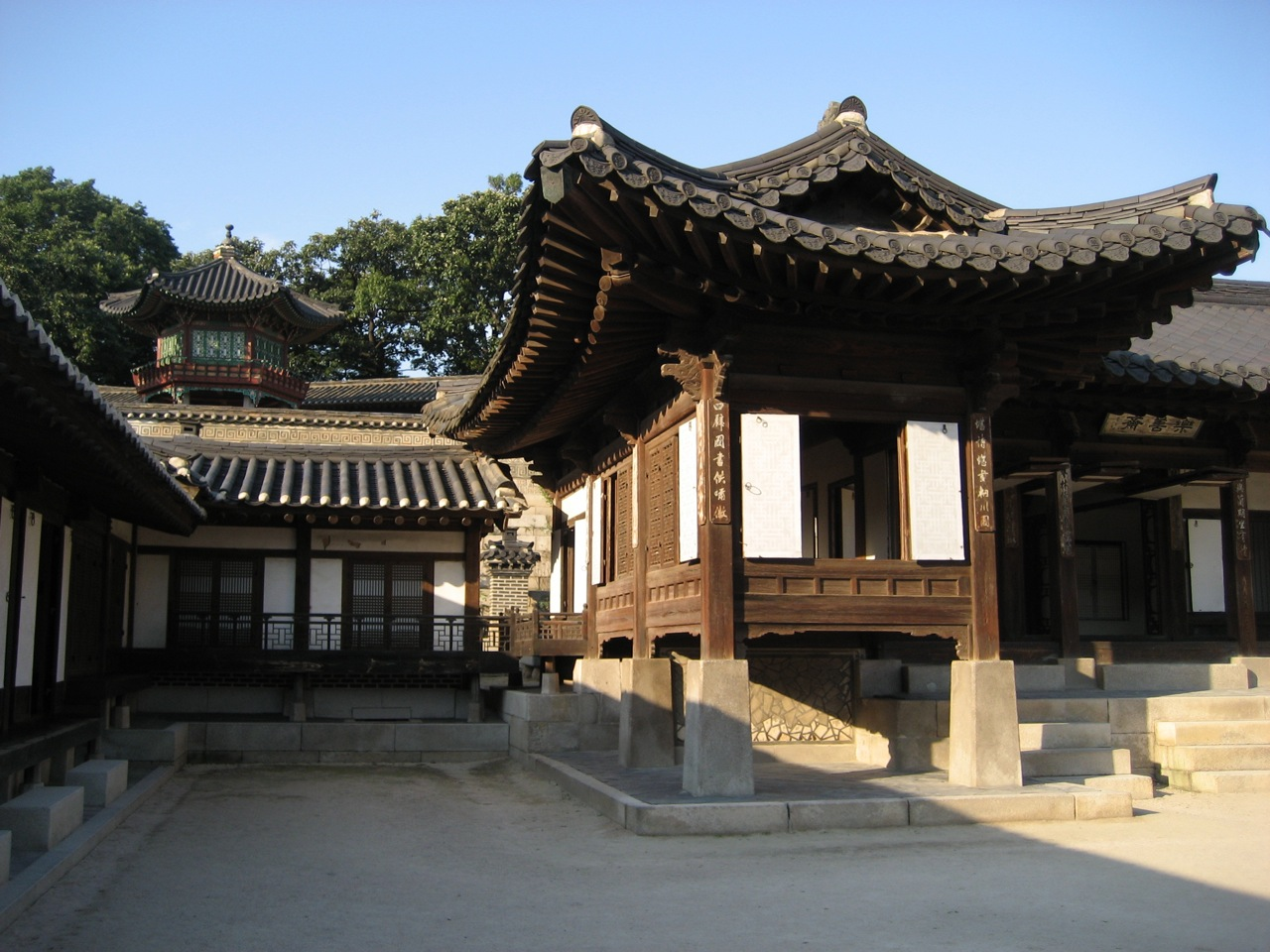
Nakseonjae
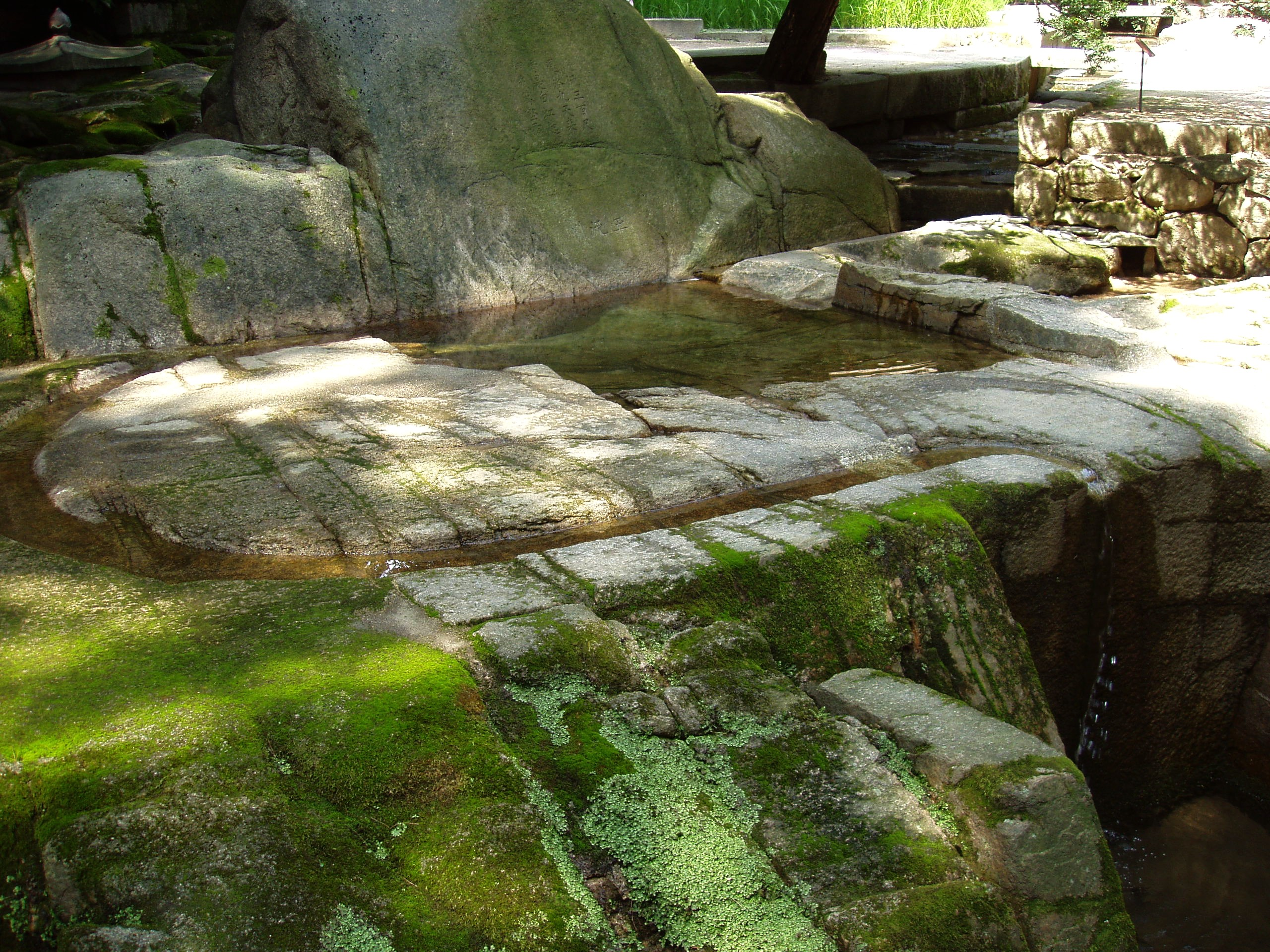
Ongnyucheon
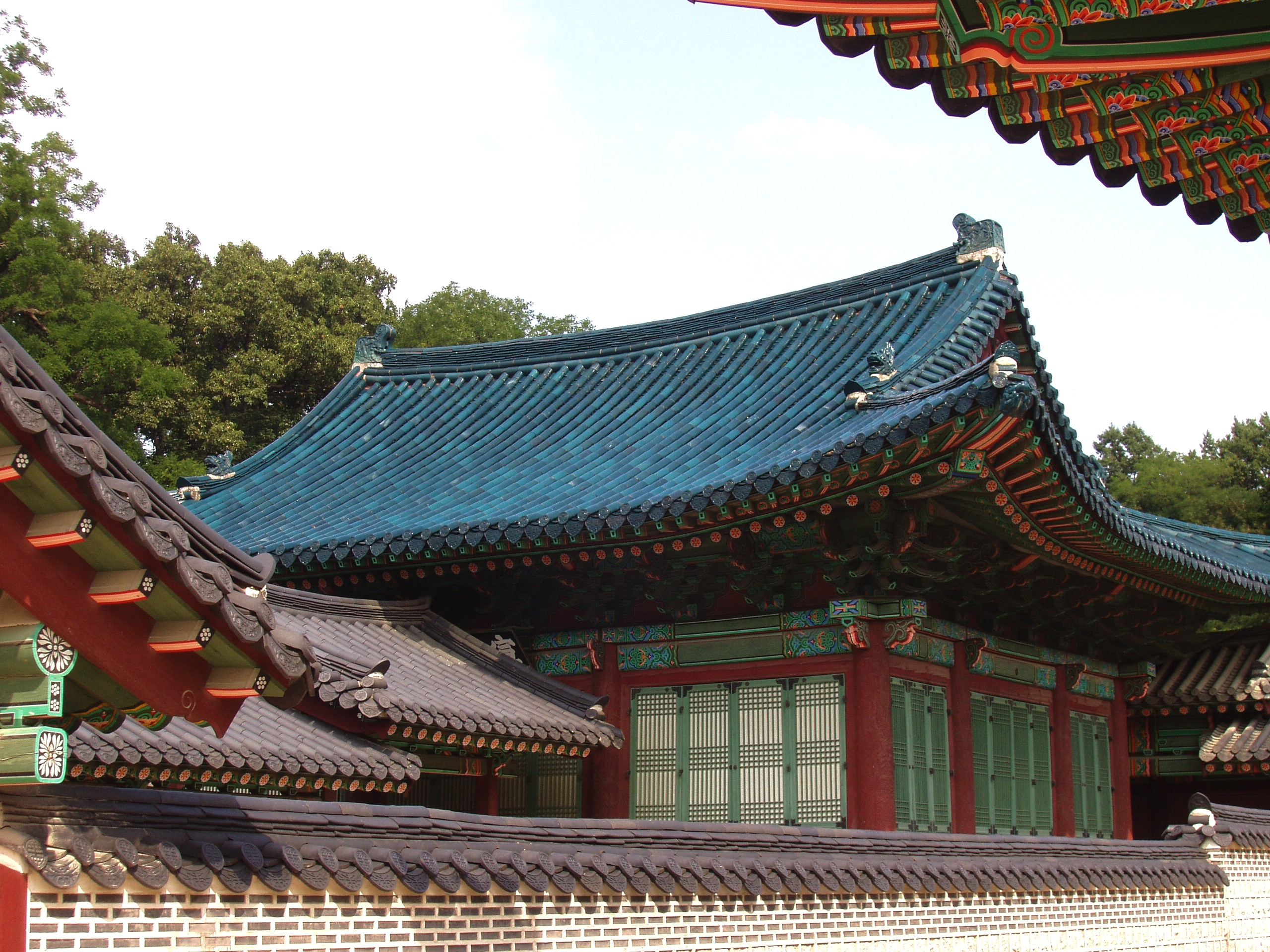
Seonjeongjeon
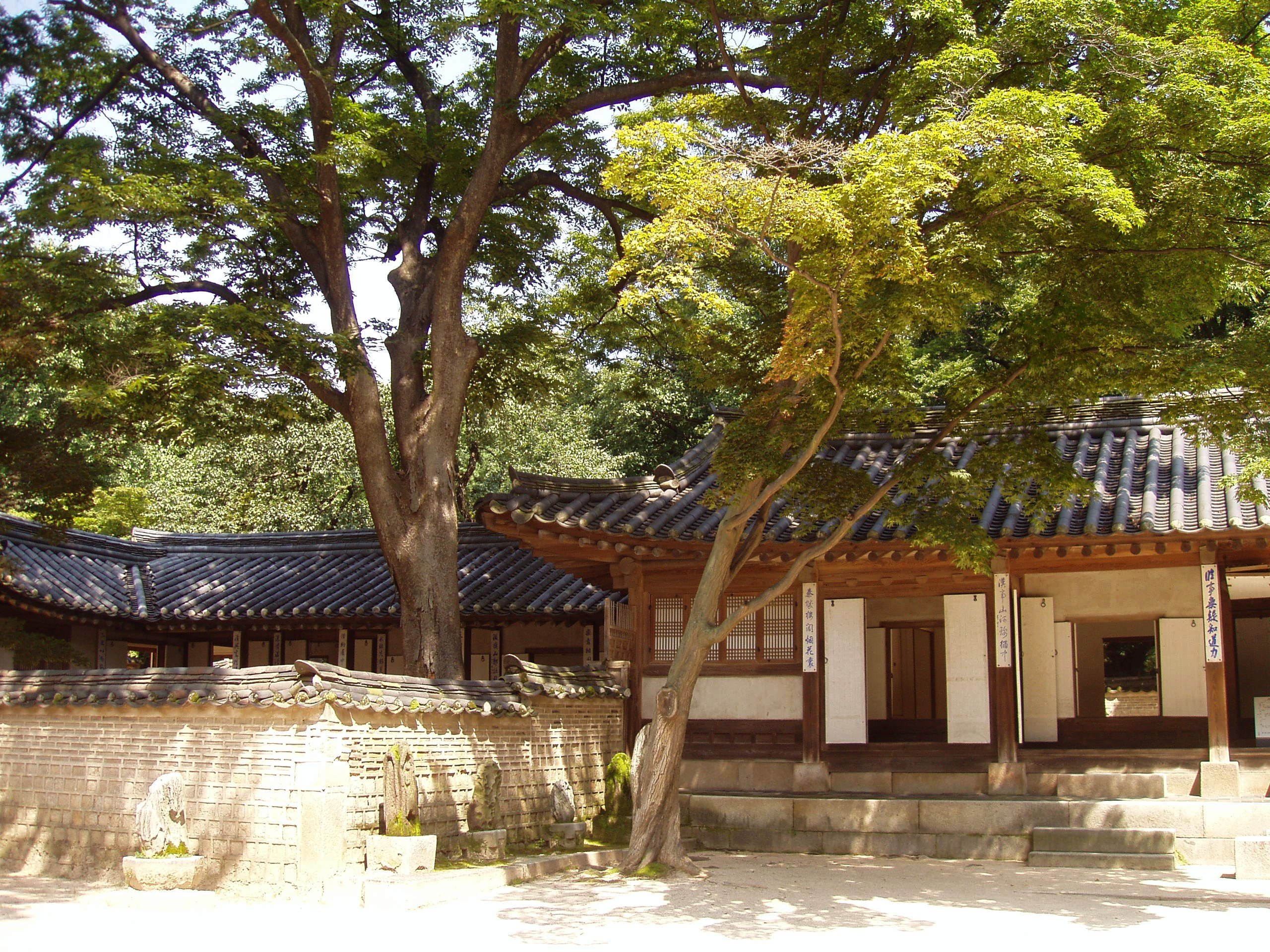
Yeongyeongdang